# 黑翼眶棘鯒
黑翼眶棘鯒為輻鰭魚綱鮋形目牛尾魚亞目牛尾魚科的其中一種，分布於西印度洋區，從亞丁灣至阿曼灣海域，棲息深度27-80公尺，屬底棲性魚類，體長可達20公分，屬肉食性，生活習性不明。

## 擴展閱讀
維基物種上的相關：黑翼眶棘鯒